# Шерин, Эриан
Эриан Шерин (англ. Ariane Sherine; род. 3 июля 1980, Лондон) — британская писательница, сатирик, журналист и инициатор (при поддержке Британской гуманистической ассоциации и Ричарда Докинза) атеистической рекламной кампании на автобусах. Проживает в Лондоне.

## Биография
Шерин занимается журналистикой с 21-летнего возраста, когда начала вести обзоры альбомов для «New Musical Express». В 2002 году завоевала вторую премию в конкурсе талантов BBC в области писателей-авторов ситкомов. Затем занялась написанием сценариев для британских комедийных телевизионных сериалов, включая шоу BBC «Моя семья» и «Two Pints of Lager and a Packet of Crisps». Кроме того, Шерин выступила сценаристом ряда выпусков детских передач на каналах CBBC и CITV, прежде чем вернулась в журналистику в 2008 году. Шерин регулярно пишет для «Guardian», а также сотрудничает в «Sunday Times» и «The Independent». 

## Атеизм

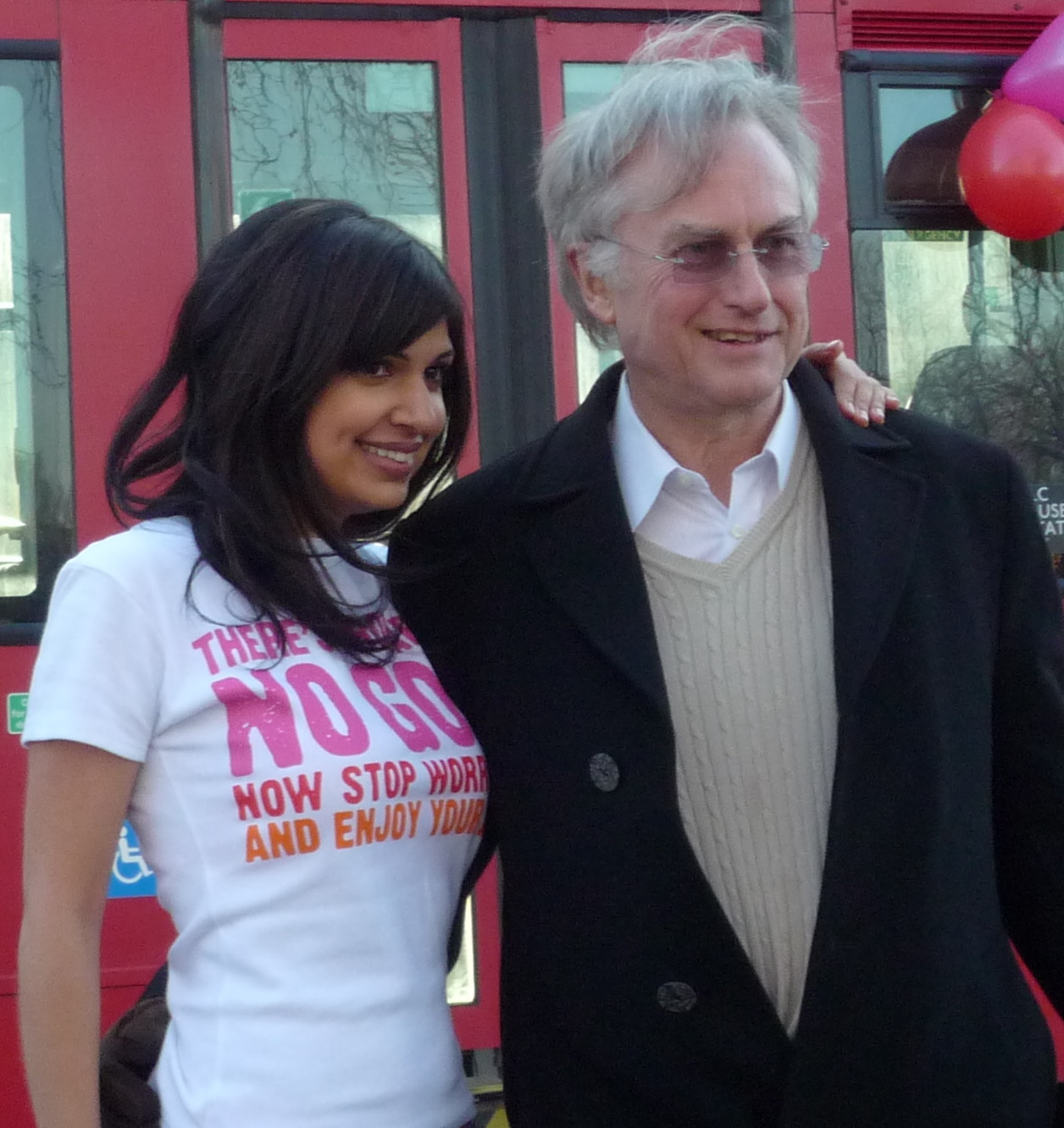
Эриан Шерин с Ричардом Докинзом

Эриан Шерин, воспитанная в христианской традиции (её отец является унитарианским универсалистом, а мать по происхождению — из парсов-зороастрийцев), является активисткой атеистического и светского гуманистического движения. Она выступила инициатором Атеистической рекламной кампании на автобусах в ответ на размещение аналогичной рекламы евангелистских проповедников со ссылкой на сайт, утверждающий, что «всех нехристиан ждут вечные муки в аду» и «они будут гореть в геенне огненной». В управлении общественным транспортом Шерин, возмутившейся подобными записями, объяснили, что не видят в рекламе ничего оскорбительного, так как это лишь выражение частного мнения рекламодателя. В ответ на бездеятельность властей Эриан Шерин разместила 20 июня 2008 года на сайте «The Guardian» статью «Атеисты, дайте пять», где призвала всех, кто поддерживает идею рекламы атеизма на лондонских автобусах, пожертвовать по пять фунтов.
В октябре 2009 года Шерин издала первую благотворительную книгу по атеизму — «Атеистический путеводитель по Рождеству» (The Atheist's Guide to Christmas, в написании которого приняли участие 42 автора), после чего заявила, что приостанавливает атеистический активизм и займётся написанием романа. Она остаётся активной сторонницей Британской гуманистической ассоциации.
В 2009 году Шерин была номинирована на Ирвиновскую премию Национального секулярного общества.